# Halecium banyulense
Halecium banyulense är en nässeldjursart som beskrevs av Motz-Kossowska 1912. Halecium banyulense ingår i släktet Halecium och familjen Haleciidae. Inga underarter finns listade i Catalogue of Life.